# Station Kraków Lubocza
Station Kraków Lubocza is een spoorwegstation in de Poolse plaats Krakau.